# 양임
양임(楊任, ?~215년)은 중국 삼국시대에 한중(漢中)을 차지했던 장로(張魯)의 부하이다.
215년 조조(曹操)가 한중을 공격해 오자 장위(張衛), 양앙(楊昻)과 함께 양평관(陽平關)을 지켰다. 조조가 한중군을 끌어내기 위해 일시적으로 물러나자 양평관의 방비가 소홀해졌는데, 이것을 틈타 험준한 곳을 거쳐와 몰래 공격해온 조조군과 싸우다가 죽었다.

## 《삼국지연의》에서의 양임
양앙이 경솔하게 조조군을 추격했다가 패하고 양평관을 빼앗겼을 때 목숨을 건져 한중으로 달아났다. 화가 난 장로가 양임을 죽이려 하자 다시 기회를 달라 하여 한중으로 향하던 조조군과 맞섰다. 하후연(夏侯淵)과의 일대일 싸움에서 선전했으나 거짓으로 달아나는 하후연을 쫓아가다가 죽임을 당했다.